# John Newman (Leichtathlet)
John Newman (John Lunn „Jack“ Newman; * 12. November 1916 in Rochester, Kent; † 14. Februar 1974 in Burgess Hill) war ein britischer Hochspringer.
Bei den Olympischen Spielen 1936 in Berlin schied er in der Qualifikation aus. 1938 wurde er für England startend bei den British Empire Games in Sydney Fünfter.
Zweimal wurde er Englischer Meister im Freien (1937, 1939) und dreimal in der Halle (1936, 1937, 1939). Seine persönliche Bestleistung von 1,93 stellte er am 19. Juni 1943 in Newquay auf.